# デュッセルドルフ・オープン
デュッセルドルフ・オープン（Düsseldorf Open）は、ドイツ・デュッセルドルフで全仏オープンの前週に開催されていたATPワールドツアー・250のテニストーナメントである。2012年まで開催された団体戦のワールドチームカップに替わり2013年から新設されたが、2年で終了した。

## 大会歴代優勝者

### シングルス
| 1978–2012 | ワールドチームカップ として開催 | ワールドチームカップ として開催 | ワールドチームカップ として開催 | ワールドチームカップ として開催 | ワールドチームカップ として開催 |
| 2013      | フアン・モナコ                  | ヤルコ・ニエミネン              | 6–4, 6–3                        |                                 |                                 |
| 2014      | フィリップ・コールシュライバー  | イボ・カロビッチ                | 6–2, 7–6(4)                     |                                 |                                 |

### ダブルス
| 1978–2012 | ワールドチームカップ として開催               | ワールドチームカップ として開催             | ワールドチームカップ として開催 | ワールドチームカップ として開催 | ワールドチームカップ として開催 |
| 2013      | アンドレ・ベーゲマン マルティン・エメリッヒ   | トレト・ユーイ ドミニク・イングロット       | 7–5, 6–2                        |                                 |                                 |
| 2014      | サンティアゴ・ゴンサレス スコット・リプスキー | マルティン・エメリッヒ クリストファー・カス | 7–5, 6–2                        |                                 |                                 |